# 湯瑪斯·博普
湯瑪斯·喬爾·博普（英語：Thomas Joel Bopp，1949年10月15日—2018年1月5日）是一位美國業餘天文學家，本職是建材工廠負責人。聞名於1995年海爾-博普彗星的其中一位發現人。

## 生平
他出生於美國科羅拉多州丹佛，不久和家人一起遷往俄亥俄州揚斯敦。1967年他於當地中學畢業，之後畢業於楊斯鎮州立大學。他是馬洪寧山谷天文學會的會員（Mahoning Valley Astronomical Society, MVAS），而他因為使用該學會的16英吋反射望遠鏡觀測後就喜歡進行天文觀測。1980年起博普居住於亞利桑那州圖森。
2018年1月5日，博普因為肝衰竭病逝。